# Tol'able David
Tol'able David és una pel·lícula muda dirigida per Henry King i protagonitzada per Richard Barthelmess, en la que és considerat el seu millor paper, Gladys Hulette i Ernest Torrence en el seu debut cinematogràfic. Basada en el relat homònim de Joseph Hergesheimer adaptat per Edmund Goulding i Henry King es va estrenar el 21 de novembre de 1921. La pel·lícula va suposar un gran èxit i és vista pels crítics de cinema com un dels grans clàssics del cinema mut. El 2007, el National Film Registry de la Biblioteca del Congrés dels Estats Units la va seleccionar per a la seva preservació degut al seu interès cultural, històric o estètic.

## Argument
David Kinemon, fill petit d’uns masovers de Virgínia Occidental, desitja ser tractat com un home fet per la seva família i els seus veïns, especialment per Esther Hatburn, la noia que viu amb el seu avi en una granja propera. No ho aconsegueix però i tothom li vol fer veure que encara és un noi, prou "tolerable", però en cap cas un home.
Un dia, Iscah Hatburn, un proscrit de la llei, i els seus dos fills Luke i "Little Buzzard", cosins llunyans dels Hatburn, es presenten a la granja i en contra de la voluntat de l'Esther i el seu avi s’hi instal·len. David vol intervenir però Esther inicialment li diu que no interfereixi, ja que no és rival per als seus cosins. Més tard, els cosins maten el gos d'en David i deixen paralític el seu germà gran amb un cop de roc al cap. Aquest era l'encarregat de lliurar el correu i porta els passatgers a la ciutat dins el seu carruatge. Per sentit de l'honor, el pare de David no confia en el xèrif local i vol prendre’s la justícia pel seu compte però es veu impedit per un atac cardíac fatal. David està decidit a perseguir els Hatburn però la seva mare li suplica, argumentant que segurament morirà i que amb el seu pare mort i el seu germà impedit, la família, inclosa la dona i el fill petit del seu germà, depenen d'ell.
Els Kinemon són expulsats de la granja i es veuen obligats a mudar-se a una petita casa de la ciutat. David demana l'antic treball del seu germà com a conductor del carro del correu, però li diuen que és massa jove i acaba trobant feina en la botiga del poble. Més tard, quan el conductor del correu és acomiadat per embriaguesa i David finalment té l'oportunitat de encarregar-se’n ell. Perd la saca de correu prop de la granja Hatburn, on la troba Luke. David va a la granja Hatburn per demanar la bossa de correu però es neguen a lliurar-li per lo que es discuteix amb els cosins. Durant la baralla el disparen al braç. Aleshores, David dispara a Iscah i al germà menor. Esther fuig a buscar ajuda i arriba al poble, dient que David ha estat assassinat. Mentrestant ell es baralla amb el germà gran i en surt victoriós. Mentre una multitud es prepara per anar a buscar David ell arriba malferit amb la bossa de correu i es desmaia. És clar que per a tots David ja no només "tolerable", és un home fet i un heroi.

## Repartiment
- Richard Barthelmess (David Kinemon)
- Gladys Hulette (Esther Hatburn)
- Ernest Torrence (Luke Hatburn)
- Walter P. Lewis (Iscah Hatburn)
- Ralph Yearsley (Saul "Little Buzzard" Hatburn)
- Forrest Robinson (avi Hatburn)
- Laurence Eddinger (senador John Gault)
- Marion Abbott (mare Kinemon)
- Edmund Gurney (pare Hunter Kinemon)
- Warner Richmond (Allen Kinemon)
- Patterson Dial (Rose Kinemon)
- Henry Hallam (el metge)

## Producció
D. W. Griffith va comprar els drets per a la realització d’una pel·lícula a partir del relat de Joseph Hergesheimer aparegut el 1919 dins de la col·lecció “The Happy End” en la que ja comptava amb Richard Barthelmess per al paper principal. En abandonar el projecte, per centrar-se en “Orphans of the Storm” (1921), Barthelmess i Henry King s’uniren a la Inspiration Pictures comandada per Charles Duell, n’adquiriren els drets per 7.500 dòlars i el director expandí un primer guió que ja havia estat realitzat per Edmund Goulding refent la part central de la pel·lícula i part del final. Tot i que Henry King disposava de 250.000 dòlars per a la realització de la pel·lícula, només en va gastar 86.000. En comptes de filmar a Pennsilvània com Duell esperava, King va traslladar l'equip de rodatge de Nova York a Staunton, a Virginia, a 8 milles del lloc on havia nascut, i hi va rodar la major part de la pel·lícula. El 1922 la pel·lícula va guanyar la medalla d’or de la revista Photoplay Magazine a la millor pel·lícula de l’any.